# Meylan
Meylan é uma comuna francesa na região administrativa de Auvérnia-Ródano-Alpes, no departamento de Isère.

## Política

### Cidades irmãs
Cidades-irmãs de Meylan:
- Didcot
- Gonzales, Luisiana
- Planegg